# Lophodonta angulosa
Lophodonta angulosa är en fjärilsart som beskrevs av Abbott och Smith 1797. Lophodonta angulosa ingår i släktet Lophodonta och familjen tandspinnare. Inga underarter finns listade i Catalogue of Life.